# Incommunication
 (mars 2013).
L'incommunication est l'absence de communication ou de relation entre deux choses. L'incommunication peut se produire même dans des circonstances où de l'information est communiquée si l'information ne contient pas de message ou si le récepteur ne peut pas décoder l'information contenue dans le message.

## Concept
Le concept d'incommunication apparaît déjà au XIXe siècle, mais avec un sens différent. À la seconde moitié du XXe siècle, on définit l'incommunication selon le concept encore aujourd'hui retenu.
Avec l'arrivée de nouvelle technologies d'information et de communication dans les années 1970 et 1980, la crainte de perte d'information ou de mauvaise réception du message se fait sentir et l'on traduit souvent cette mauvaise communication par l'incommunication,.
Le progrès technique connu depuis les années 1970-1980 permettant de multiplier les messages, la difficulté de communication et le rôle du récepteur se voient augmenter.
Cette multiplication des messages n'entraîne donc pas de fait une bonne communication. Il y a absence de relation entre l’émetteur et le récepteur alors que la relation est ce qui donne du sens à l’information. Les récepteurs sont de plus en plus nombreux et n’adhèrent pas forcément aux valeurs de l’émetteur, à sa culture, religion, ou même son avis « Produire de l'information, en échanger ou y accéder ne suffit plus à communiquer ».